# Erika Johansen
Erika Johansen es una autora de literatura juvenil enmarcada en el género de la fantasía que a veces se encuadra en la ciencia ficción debido a que su trilogía, La reina del Tearling (2014-2017), tiene lugar varios cientos de años en el futuro.
Erika creció en el área de la bahía de San Francisco, marchó al colegio Swarthmore y estudio en el taller de escritores de Iowa (Iowa Writers' Workshop), para más tarde graduarse como abogado mientras seguía escribiendo.
Como ella misma cuenta, en 2007 escuchó un discurso de Obama, cuando este aun era senador para crear la heroína de su trilogía, Kelsea Glynn, de 19 años. Completó la obra durante los cuatro años de su preparación para el Derecho.

## Trilogía La reina del Tearling
La trilogía se compone de los libros La reina del Tearling (2016), La invasión del Tearling (2017) y El destino del Tearling (2017). Los tres han sido publicados en español por Penguin Random House, en el sello Fantascy, y traducidos por Gemma Rovira. En versión original, en inglés, The Queen of the Tearling (Harper Collins, 2014), The invasion of the Tearling (2015) y The fate of the Tearling (2016).

#### Argumento
Han pasado tres siglos desde una catástrofe ambiental que ha asolado casi todo el planeta. Los supervivientes vuelven a ocupar poco a poco la tierra. Kelsea Glynn es una princesa de 19 años que acaba de perder a su madre de forma trágica. Su principal objetivo será recuperar el Tearling, su reino. Para ello, debe vencer los poderes de la Reina Roja, una hechicera que quiere destruirla. Debe viajar al castillo real para reclamar su trono, y solo la acompaña la leal Guardia de la reina, que está dirigida por Carroll y el misterioso Lázaro. En el camino, debe ganarse el respeto de su gente y arreglar los destrozos causados en el reino. En su día se dijo que Emma Watson ser la protagonista de la adaptación cinematográfica del primer volumen de la serie. La película sería producida por David Heyman y distribuida por Warner Bross.

#### Kelsea Glynn
Kelsea Glynn es hija de la difunta reina Elyssa Raleigh del Tearling, y de un padre desconocido. Su madre la envió a esconderse días antes de su asesinato. La princesa fue criada en secreto por Carlin y Barty Glynn, quienes la educaron y entrenaron hasta los diecinueve años. Carlin era un noble y el mentor de la reina Elyssa. Barty, por otro lado, era un ex médico de la Guardia de la Reina.
Cuando cumple 19 años, la antigua Guardia de la Reina, dirigida por Carroll, va en su busca a la cabaña donde está recluida. Después de confirmar su identidad y despedirse de Carlin y Barty, Kelsea y la Guardia comienzan el largo viaje a New London, la capital del Tearling. En el camino, son perseguidos por Caden, un grupo de élite de asesinos, que fueron contratados por el Regente, el tío de Kelsea, y una banda de ladrones. Después de un día de cabalgata, el grupo se divide para llevar a Kelsea a salvo a la Fortaleza, donde Kelsea se ve obligada a ponerse la armadura de Pen Alcott, miembro de la Guardia. Ella y Lazarus, el segundo al mando de la Guardia, continúan el viaje solos. Más tarde, son alcanzados por los asesinos y Lazarus, aunque los derrota, es derribado, pero los ladrones, dirigidos por Fetch, lo encarcelan a él y a Kelsea.